# Roberto César
Pour les articles homonymes, voir Roberto César (homonymie) et César.
Roberto César Itacaramby, dit Roberto César (né le 14 février 1955), est un joueur de football brésilien, qui jouait au poste d'attaquant.

## Biographie
Roberto César joue 4 matchs en Série A pour le Cruzeiro Esporte Clube entre 1974 et 1976, sans inscrire un seul but, avant de partir jouer à l'Operário Futebol Clube en 1976. Il joue 16 matchs de Série A et inscrit 8 buts pour l'équipe du Campo Grande club en 1977 et en 1978, avant de retourner à Cruzeiro en 1978. Roberto César inscrit 26 buts en 56 matchs en Série A de 1978 à 1981, et finit la saison 1979 avec 12 buts.
Après avoir quitté Cruzeiro, il part jouer à l'Associação Portuguesa de Desportos entre 1984 et 1985, inscrivant un but en 10 matchs, et au Grêmio Foot-Ball Porto Alegrense en 1985, où il marque 3 buts en 10 matchs.